# Renault Type BF-BY e Type CD
Le Type BF, BM, BY, CD, BK e BX sono una famiglia di autovetture di classe alta e medio-alta prodotta dalla casa francese Renault dal 1910 al 1912. Con tali vetture vennero proposte delle novità tecniche.

## Type BF, BM, BY e CD
La Type BF era un'autovettura di classe alta, nata dallo stesso progetto delle contemporanee Type BM, BY e CD. Queste quattro vetture, tutte destinate a una clientela facoltosa, condividevano lo stesso telaio e furono proposte in tre differenti motorizzazioni: la più bassa era anche la maggiormente frazionata, dal momento che si trattava di un 6 cilindri di 3620 cm³ di cilindrata. Le altre due erano invece a 4 cilindri ed avevano cilindrate di 4390 e 6075 cm³. Quanto alle dimensioni, su un telaio dal passo di 3,08 metri si sviluppava un corpo vettura lungo 4,35 metri, largo 1,7 e alto ben 2,25 metri. Tali vetture furono apprezzate in tutta Europa per la loro raffinatezza e le loro novità tecniche, tra cui un limitatore di velocità idraulico, gli idraulici e un sistema di raffreddamento permanente. Furono prodotte dal 1910 al 1912.

## Type BK
La Type BK era una vettura di classe medio-alta, prodotta tra il 1910 e il 1912. Era equipaggiata da un 4 cilindri da 1690 cm³ di cilindrata. Era realizzata su un telaio di 2.68 metri di passo, ed era lunga 3,8 metri e larga 1,6. Era proposta sia come una piccola coupé de ville, sia come cabriolet.

## Type BX
La Type BX era una vettura di classe alta prodotta nel solo 1910. Realizzata sullo stesso telaio delle BY, BM, BF e CD, delle quali condivideva anche gli ingombri esterni, ne differisce per l'impostazione meno innovativa e per la meccanica. Equipaggiata da un 4 cilindri da 3050 cm³, era disponibile come torpedo.